# Revere Beach
Der Revere Beach ist ein öffentlicher Strand in Revere im Bundesstaat Massachusetts der Vereinigten Staaten. Er befindet sich ca. 4 mi (6 km) nördlich des Zentrums von Boston und wurde 1895 gegründet, was ihn zum ältesten öffentlichen Strand der Vereinigten Staaten macht. Er wird teilweise als das Coney Island von Neuengland bezeichnet. An warmen Nachmittagen im Sommer wurden bereits mehr als 250.000 Besucher gezählt. Der Strand wird vom Department of Conservation and Recreation verwaltet und ist Teil des Metropolitan Park System of Greater Boston. Benannt ist der Strand nach Paul Revere, den die US-Amerikaner als Nationalhelden verehren.

## Geschichte

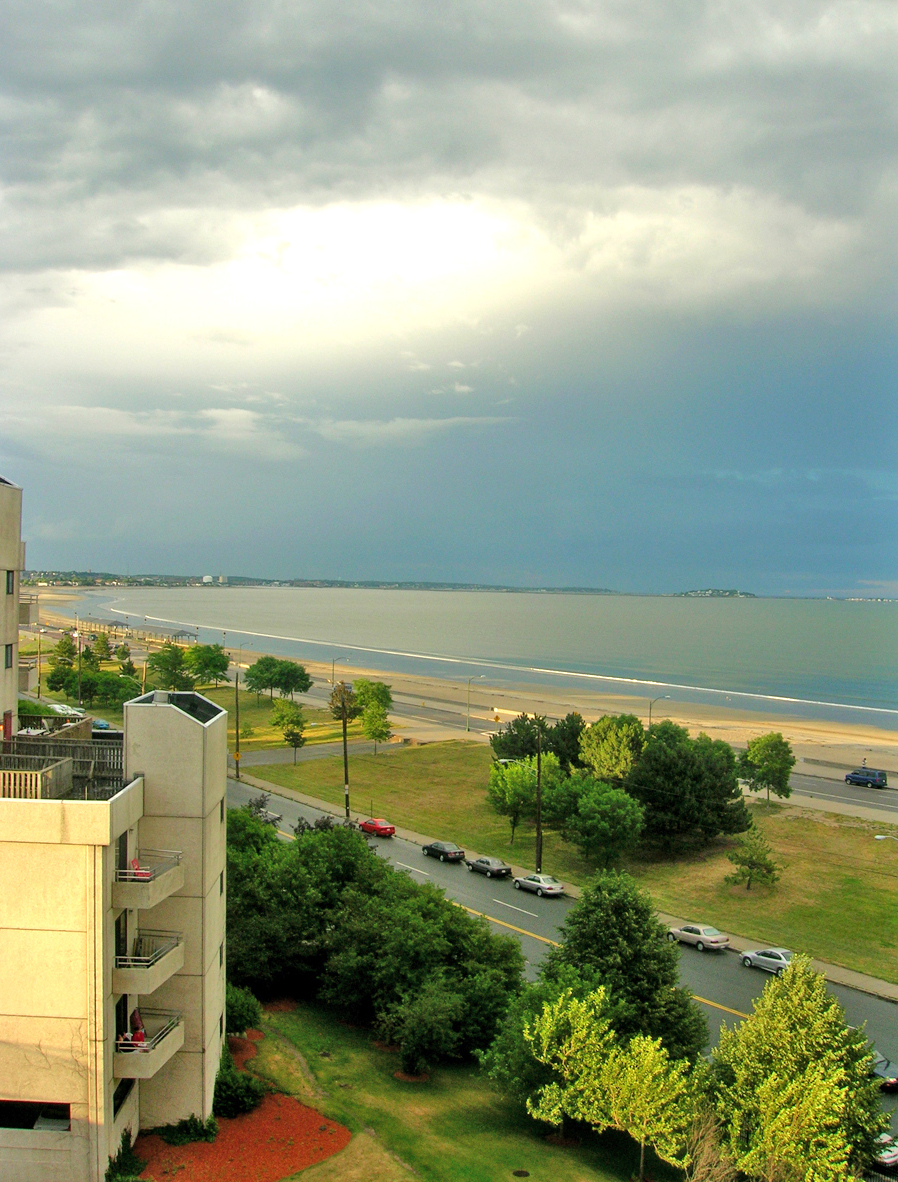
Der Revere Beach im Jahr 2005

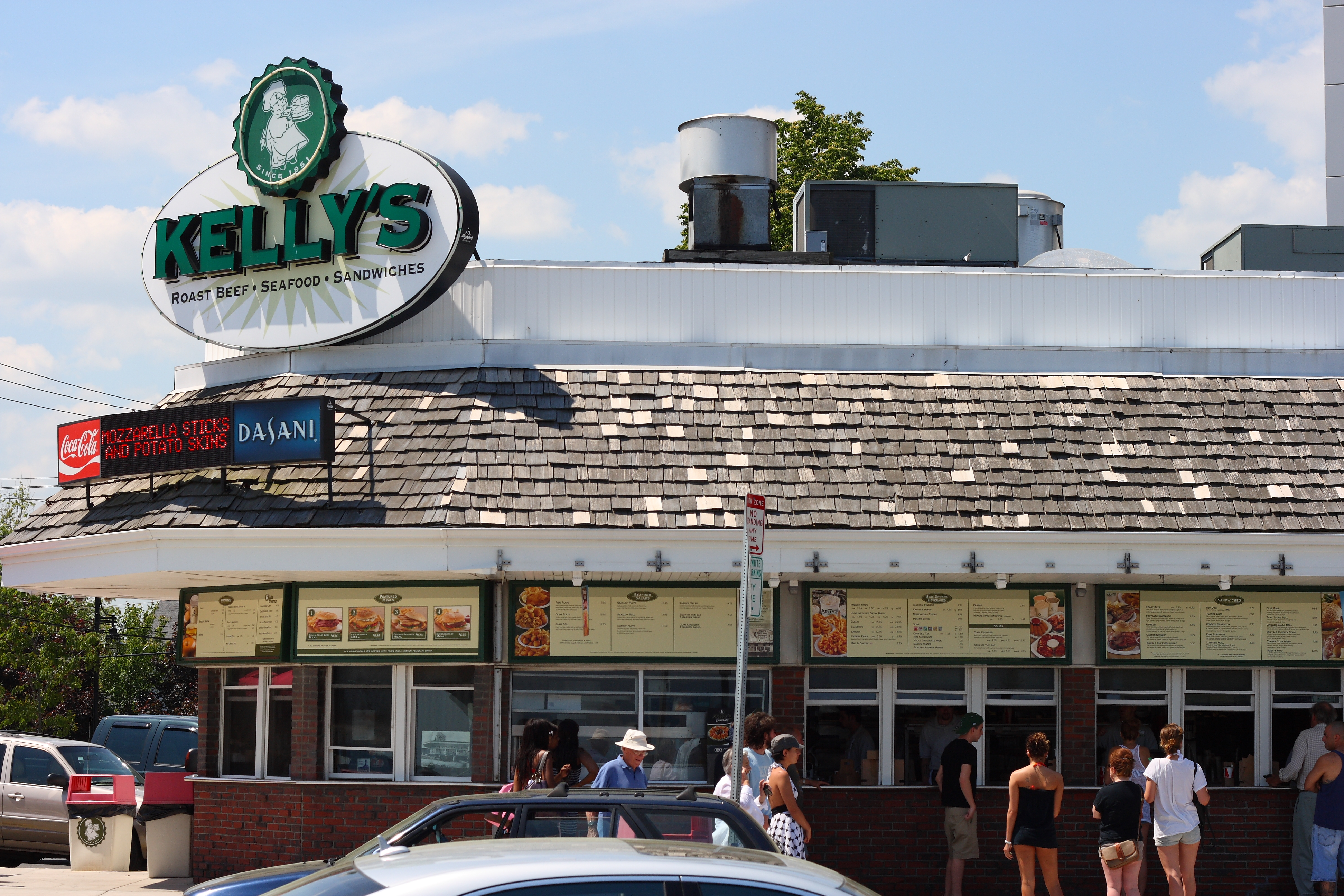
Das Kelly’s Roast Beef am Revere Beach

Im Jahr 1875 wurde die Streckenführung der Boston, Revere Beach & Lynn Railroad (BRB&L) entlang des Revere Beach ausgebaut und machte den Strand damit besser erreichbar, was seine Popularität als Erholungsgebiet an warmen Sommertagen erheblich steigerte. Entlang der Küste entstanden in schneller Folge Gebäude mit strandtypischen Dienstleistungsangeboten, deren Ausbreitung jedoch durch die Nähe der Eisenbahnschienen zur Hochwassermarke begrenzt wurde.
Die Metropolitan Park Commission (heute Metropolitan District Commission) übernahm die Verwaltung des Gebiets im Jahr 1896. Im gleichen Jahr wurde damit begonnen, die Küste von den Gebäuden zu befreien und die Gleise der Schmalspurbahn BRB&L dorthin zurückzuverlegen, wo heute die Gleise der Blue Line der MBTA verlaufen. Am 12. Juli 1896 wurde der Revere Beach als erster öffentlicher Strand der Vereinigten Staaten eröffnet. Dank der Entwürfe des Landschaftsarchitekten Charles Eliot war der Strand „der erste, der für die Erholung aller Menschen reserviert und von öffentlicher Hand verwaltet“ wurde. Am Eröffnungstag nahmen geschätzte 45.000 Personen an den Feierlichkeiten teil.
Am Fuß des Beachmont Hill befand sich der Great Ocean Pier, der sich über 1450 ft (441,96 m) bis zur Cherry Island Bar erstreckte und bis auf die letzten 200 ft (60,96 m) vollständig überdacht war. Der Pier wurde neben seiner eigentlichen Funktion als Schiffsanleger ebenfalls als Tanzpavillon sowie für eine große Eislaufbahn genutzt und bot halbstündige Anbindungen nach Boston und Nahant. Die tragenden Elemente des Piers bestanden aus 2000 Pfeilern, 1200 yd (1097,28 m) Leinwand überdachten die Piazza und 500.000 Dachschindeln waren in den diversen Dachelementen verbaut.
Der Haupteingang zum Strand befand sich an der Revere Street. Die Besucher konnten aus einer Reihe von Möglichkeiten ihre Freizeitgestaltung auswählen, von denen jede ihre eigenen Vorzüge bot. Alle Attraktionen jedoch hatten als wesentliche Anziehungspunkte die Brandung, die offene See, die kühlen Brisen und den Strand gemeinsam, der sich von einem Ende zum anderen über 7,5 mi (12,07 km) erstreckt. Der Strand wurde von Beginn an hauptsächlich von der Arbeiterklasse sowie von Immigranten genutzt, die sich in der Nähe angesiedelt hatten.
Am beliebtesten war jedoch nicht der Strand selbst, sondern die um ihn herum angesiedelten Attraktionen wie die Achterbahn Virginia Reel und weitere Fahrgeschäfte. Am bekanntesten war die Holzachterbahn Cyclone, die zu den damals größten Achterbahnen der Vereinigten Staaten zählte und ein sehr extremes Design aufwies. Bereits bei ihrer Eröffnung im Jahr 1927 fuhren die Wagen mit einer Geschwindigkeit von 50 mph (80,47 km/h) über die Schienen, und der höchste Punkt befand sich auf einer Höhe von 100 ft (30,48 m). Darüber hinaus gab es den berüchtigten Duelling Roller Coaster Derby Racer, der in seiner 25-jährigen Betriebszeit gleich mehrere Todesfälle unter den Fahrgästen zu verzeichnen hatte. Ebenfalls berühmt war die Holzachterbahn Lightning, die als eine von drei Achterbahnen zum „terrible trio“ (auch „terrifying triplet“) ihres Erbauers Harry Traver gehörte.
Zusätzlich zu den beschriebenen Möglichkeiten gab es auch zwei Bowlingbahnen sowie eine Vielzahl von Ständen mit diversen kulinarischen Angeboten. Es standen mehrere Ballsäle zur Verfügung, von denen die bekanntesten der Oceanview und der Beachview waren, in denen viele der in den 1930er Jahren beliebten Tanzmarathons abgehalten wurden. Am Revere Beach eröffnete außerdem im Jahr 1951 der erste Kelly’s Roast Beef.

## Der Beginn einer neuen Ära
Die Gegend um den Strand begann in den späten 1960er Jahren zu verfallen und war in den frühen 1970er Jahren bereits zu einem Landstrich mit Spelunken und verlassenen Gebäuden verkommen. Ein verheerender Nor’easter im Jahr 1978 bedeutete schließlich das endgültige Aus für den Revere Beach, da der Blizzard die meisten der noch verbliebenen Geschäfte, Pavillons, Vergnügungseinrichtungen und Bürgersteige sowie einen großen Teil der Seemauer zerstörte.
Die Anstrengungen der Stadt, das Gebiet wieder aufzubauen, wurden in den 1980er Jahren begonnen, zwischenzeitlich eingestellt und im Mai 1992 wieder aufgenommen. Als Teil der Revitalisierung wurden die Pavillons wieder aufgebaut, der Boulevard restauriert und der Strand wieder mit Sand aufgefüllt. Wo sich früher die Vergnügungseinrichtungen befanden, stehen heute Hochhäuser mit Luxus-Apartments. Am Wochenende des 19. Juli 1996 wurde das hundertjährige Bestehen des Revere Beach mit einem drei Tage dauernden Fest gefeiert. Am 26. Juli 2004 wurde das Gebiet als National Historic Landmark in das National Register of Historic Places aufgenommen.
Die Bemühungen zur Wiederbelebung des Revere Beach spiegeln sich auch im Zustand des Strandes selbst wider. Seit seiner Ausweisung als National Historic Landmark wurden verschiedene Vorschriften in Kraft gesetzt, die unter anderem dazu beitragen, die Wasserqualität deutlich zu verbessern. Das Wasser im Strandbereich wird im Zeitraum von Juni bis August im Auftrag der Massachusetts Water Resources Authority wöchentlich an vier unterschiedlichen Stellen auf Enterokokken untersucht.
Im Sommer 2006 betrug die durchschnittliche Konzentration von Enterokokken an allen vier Messpunkten 103,96 KbE / 100 ml, was nur unwesentlich unter dem Standard des Bundesstaats Massachusetts von 104 KbE / 100 ml liegt. Seitdem hat sich die Zahl auf 24,3 KbE / 100 ml im Jahr 2010 reduziert. Obwohl die Bakterien-Konzentration von Zeit zu Zeit ansteigt, hat sich der Zustand des Strandgebiets deutlich verbessert. Dies führte unter anderem zu zahlreichen Neugründungen von Geschäften und weiteren Investitionen der Stadt. Insbesondere bekam der Revere Beach Boulevard einen neuen Fahrbahnbelag und Parkplätze wurden zugunsten breiterer Bürgersteige und besserem Verkehrsfluss entfernt.
Im Vergleich zu der Zeit, als Revere Beach eine sehr hohe Kriminalitätsrate aufwies, ist diese durch die Investitionen in Verbesserungen insbesondere im Hinblick auf schwere Körperverletzungen, fahrlässige Tötungen, Autodiebstähle und Einbrüche zurückgegangen. Heute wird der Strand regelmäßig genutzt und zieht weiterhin neue private und öffentliche Investitionen an, darunter eine durch den Bundesstaat finanzierte Renovierung mit 9 Millionen US-Dollar Umfang im Jahr 2006.
Seit Juli 2004 findet am Revere Beach jährlich das New England Sand Sculpting Festival statt, während dessen ein Teil des Strands eingezäunt und zu einer Besuchergalerie umfunktioniert wird. Nach Angaben der Veranstalter handelt es sich um den größten Sandskulpturen-Wettbewerb in Neuengland. Insgesamt standen 15.000 US-Dollar als Preisgeld zur Verfügung. Der jährliche Wettbewerb zieht Besucher aus der gesamten Metropolregion Greater Boston sowie aus Neuengland an, was die Attraktivität und Beliebtheit des Revere Beach weiter gesteigert hat.
Eine weitere Attraktion ist der Bauernmarkt Revere Beach Farmers Market, auf dem eine Vielzahl von unterschiedlichen Verkäufern lokal produzierte Produkte von Bauernhöfen, aus Bäckereien und vom Fischmarkt anbieten. Der Markt hat jährlich in der Zeit vom 23. Juli bis zum 29. Oktober täglich von Sonnenaufgang bis 18:00 Uhr geöffnet. In Zusammenarbeit mit der Revere CARES Coalition werden darüber hinaus Kurse für die Zubereitung von gesunden Mahlzeiten unter Verwendung lokaler Produkte angeboten.